# Umatilla (Oregon)
Umatilla (kiejtése: ˌjuməˈtɪlə) az Amerikai Egyesült Államok Oregon államának Umatilla megyéjében, az Interstate 82 és a U.S. Route 730 mentén elhelyezkedő város, a Pendleton–Hermiston mikrostatisztikai körzet része. A 2020. évi népszámláláskor 7363 lakosa volt; ebbe beleszámolják a Two Rivers Javítóintézet kétezer fogvatartottját is.

## Története
Az európaiak ideérkezése előtt már tízezer évvel umatilla indiánok éltek és nyaraltak itt. Lewis és Clark expedíciójának egy tagja 1906-ban egy indián faluról tett feljegyzést.
Az első posta 1851 szeptembere és 1852 januárja között működött. A Walla Walla Tanács 1855-ös egyezményét követően a kajúzokat, umatillákat és walla wallákat az Umatilla rezervátumba költöztették, földjeik pedig a szövetségi kormány tulajdonába kerültek. 1862-ben a Boise-medencében aranyat találtak; ugyanezen évben Timothy K. Davenport települést alapított itt. A helyszín ideális volt, mivel a közeli vízesés miatt hajóval közvetlenül nem lehetett továbbhaladni. Az Umatilla Landing, Umatilla City, Columbia, majd újra Umatilla City neveket viselő település 1863-ban megnyílt postájának első vezetője Z. F. Moody volt.
Umatilla nemcsak az aranyásók, hanem a térség gazdálkodói számára is fontos kereskedőhely lett. A Water Streeten egykor három bolt, három szálloda, huszonkét szalon és hat kereskedő volt. 1865. március 6-án megyeszékhellyé választották, de a rangot 1868-ban Pendleton kapta meg. Ugyanezen évben megalapították az első újságot. Umatilla és a Washington állambeli Wallula a „Felső-Columbia folyó Sacramentója” címért versenyeztek, de az aranyláz hamarosan véget ért.
1877-ben megszüntették a vízesést, ezzel Washington állam közvetlenül megközelíthetővé vált. 1878-ban az Oregon Steam Navigation Company megkezdte a Pendleton–Weston keskeny nyomtávú vasútvonal kiépítését. Az 1894-es áradás a település nagy részét megsemmisítette, a fennmaradókat pedig a víztől távolabb költöztették. Az 1910-es években új üzleti negyed épült ki a víztől távolabb, a vasút felé. Az 1916-os Szoknyaforradalom idején nők egy csoportja titkos kampánnyal próbált pozíciókat szerezni.
Az 1941-ben megnyílt hadianyag-raktárban kezdetben lőszert és takarókat, majd 1962-től vegyi fegyvereket tároltak. 1990 és 1994 között felkészültek a raktár bezárására; az utolsó mustárgázos hordót 2011-ben semmisítették meg.
Mivel a hadsereg szerint a John Day-gát építésével a település víz alá kerülne, 1965 és 1968 között az eredeti épületeket megvásárolták és lebontották, majd a vasúttól délre újraépítették. Az eredeti helységet végül nem árasztották el, utcahálózata pedig fennmaradt; itt a hadsereg tulajdonában álló természetvédelmi terület található.

## Éghajlat
A város éghajlata félszáraz (a Köppen-skála szerint BSk).
| Hónap                                   | Jan.  | Feb.  | Már.  | Ápr. | Máj. | Jún. | Júl. | Aug. | Szep. | Okt.  | Nov.  | Dec.  | Év    |
| --------------------------------------- | ----- | ----- | ----- | ---- | ---- | ---- | ---- | ---- | ----- | ----- | ----- | ----- | ----- |
| Rekord max. hőmérséklet (°C)            | 19,0  | 26,0  | 30,0  | 36,0 | 40,0 | 43,0 | 47,0 | 46,0 | 39,0  | 32,0  | 27,0  | 22,0  | 47,0  |
| Átlagos max. hőmérséklet (°C)           | 4,0   | 8,6   | 14,8  | 20,3 | 24,8 | 28,8 | 33,7 | 32,5 | 27,1  | 19,0  | 10,5  | 5,6   | 19,2  |
| Átlagos min. hőmérséklet (°C)           | −3,8  | −1,7  | 1,0   | 4,6  | 8,0  | 12,0 | 15,2 | 14,1 | 9,4   | 4,5   | 0,4   | −2,0  | 5,2   |
| Rekord min. hőmérséklet (°C)            | −31,0 | −31,0 | −12,0 | −7,0 | −3,0 | 0,0  | 2,0  | 3,0  | −4,0  | −11,0 | −21,0 | −33,0 | −33,0 |
| Átl. csapadékmennyiség (mm)             | 27    | 22    | 17    | 14   | 16   | 14   | 4    | 6    | 11    | 18    | 27    | 28    | 204   |
| Forrás: Western Regional Climate Center |       |       |       |      |      |      |      |      |       |       |       |       |       |

## Népesség
| Lakosok száma | 150  | 118  | 127  | 390  | 370  | 883  | 679  | 3046 | 4978 | 7363 |
|               | 1870 | 1890 | 1900 | 1920 | 1940 | 1950 | 1970 | 1990 | 2000 | 2020 |

## Gazdaság
A térségben az Amazon Web Services több adatközpontot létesített, a bérek azonban stagnálnak. A 2017-es átlagkereset évi 38 796 $ volt, ez 2010-hez képest 7,3%-os visszaesés. A legjelentősebb iparágak a mezőgazdaság és az azt kiszolgáló szektor.
A legnagyobb foglalkoztató a javítóintézet.

## Fordítás
- Ez a szócikk részben vagy egészben  az   Umatilla, Oregon című angol Wikipédia-szócikk ezen változatának fordításán alapul.  Az eredeti cikk szerkesztőit annak laptörténete sorolja fel. Ez a jelzés csupán a megfogalmazás eredetét és a szerzői jogokat jelzi, nem szolgál a cikkben szereplő információk forrásmegjelöléseként.